# 马蒂亚斯·雅各布
马蒂亚斯·雅各布（德語：Matthias Jacob，1960年4月2日—），德国男子冬季两项运动员。他曾代表东德参加1984年和1988年冬季奥林匹克运动会冬季两项比赛，其中1984年冬季奥运会获得一枚铜牌。